# Berny Wiens
Pour les articles homonymes, voir Wiens.
Bernhard Henry "Berny" Wiens  (né le 2 septembre 1945) est un homme politique provincial canadien de la Saskatchewan. Il représente la circonscription de Rosetown-Elrose et ensuite Rosetown-Biggar à titre de député du Nouveau Parti démocratique de 1991 à 1999.

## Biographie
Né à Rosetown en Saskatchewan, il grandit dans la ferme familiale de Herschel (en). Wiens étudie à Rosthern et à l'Université de la Saskatchewan. Il enseigne les sciences durant une année, pour ensuite se concentrer sur l'opération d'une ferme. Par la suite, il devient président de la Saskatchewan School Trustees Associations et de la Canadian School Board Association.
Siégeant à l'Assemblée législative de la Saskatchewan, il occupe les fonctions de ministre de l'Agriculture et de l'Alimentation, de ministre des Autoroutes et des Transports, ministre de l'Environnement et de la Sécurité publique, de ministre de l'Environnement et de la Gestion des ressources, de ministre des Affaires intergouvernementales et autochtones, ainsi que Secrétaire provincial.
Il est défait par Elwin Hermanson en 1999.